# Filharmonisch Orkest van de BRT
Das Filharmonisch Orkest van de BRT war ein Symphonieorchester mit Sitz in Brüssel, welches von 1978 bis 1998 existierte und von der niederländischsprachigen öffentlich-rechtlichen Rundfunkanstalt BRT getragen wurde.

## Geschichte
Im Zuge der Neuordnung des belgischen Rundfunks im Jahre 1960 war das „Institut National de Radiodiffusion / Nationaal Instituut voor de Radio-Omroep“ aufgelöst und das bereits 1935 gegründete „Grand Orchestre Symphonique de l'INR / Groot Symfonie-Orkest van het NIR“ dem neu gegründeten „Institut des services communs/Instituut voor Gemeenschappelijke Diensten“ unterstellt worden. 1978 brach jedoch dieses Konstrukt auseinander und die beiden Nachfolgegesellschaften des INR/NIR sahen sich gezwungen, jeweils eigene Klangkörper einzurichten.
Die BRT formte aus den niederländischsprachigen Mitgliedern des ehemaligen Gemeinschaftsorchesters sowie den Mitgliedern des kurz zuvor aufgelösten „Omroeporkest“ ein neues Orchester mit 89 Mitgliedern, welches primär das Hörfunkprogramm BRT 3, aber auch das Hörfunkprogramm BRT 1 und das Fernsehprogramm belieferte. Zum Chefdirigenten wurde Fernand Terby ernannt, der bereits Leiter des „Omroeporkest“ gewesen war.
1988 wurde André Laporte, der bisherige Musikchef des Senders, zum Intendanten ernannt. Der iranische Dirigent Alexander Rahbari übernahm die musikalische Leitung des Orchesters. Unter Rahbaris Leitung wurde das Orchester vermehrt für Tourneen ins Ausland engagiert, zudem wurden Verträge mit den Labels Naxos und Discovery unterzeichnet. 
1991 benannte sich die BRT in BRTN um, dementsprechend hieß das Orchester in der Folge „Filharmonisch Orkest van de BRTN“. Zur Saison 1994/1995 musste das Orchester seinen Arbeitsmittelpunkt in den Brüsseler Magdalena-Festzaal verlegen, da das bisherige Domizil – das Funkhaus an der Place Flagey / Flageyplein in Ixelles/Elsene – für eine umfassende Sanierung geschlossen wurde. Im Jahre 1996 verließen sowohl Laporte als auch Rahbari das Orchester, nachdem die Leitung des Senders immer deutlicher gemacht hatte, dass das Orchester in der organisatorischen Anbindung an den Rundfunk nicht länger zu halten war. Frank Deleu wurde als neuer Intendant eingestellt, dieser wiederum verpflichtete den britischen Dirigenten Frank Shipway als musikalischen Leiter des Orchesters. Per 9. Dezember 1997 wurde die BRTN in eine neue rechtliche Struktur überführt und erhielt den neuen Namen VRT. Am 2. März wurde schließlich eine Vereinigung ohne Gewinnerzielungsabsicht mit dem Namen „Vlaams Omroeporkest en Kamerkoor“ begründet.  Diese Gründung bedeutete das Ende der belgischen Rundfunkklangkörper, nachdem das Orchestre symphonique de la RTBF bereits 1991 aufgelöst worden war. Anders als im französischsprachigen Landesteil konnten sich die Klangkörper als „Vlaams Radio Orkest“ (seit 2012 „Brussels Philharmonic“) bzw. als „Vlaams Radiokoor“ vermittels der unabhängigen Trägerschaft bis zum heutigen Tage halten.

## Uraufführungen (Auswahl)
- André Laporte: Transit (1979)
- Karel Goeyvaerts: Litanie III (1980)
- Maurice Weddington: Concerto for Bass Clarinet and Orchestra, Teil 1 der Trilogie Fire in the Lake (1980)[5]